# Turčiansky Peter
Turčiansky Peter (1948–1960 slowakisch „Turčiansky Svätý Peter“ – bis 1948 „Svätý Peter“; ungarisch Turócszentpéter – bis 1907 Szentpéter) ist eine Gemeinde im Norden der Slowakei mit 587 Einwohnern (Stand 31. Dezember 2024), die zum Okres Martin, einem Teil des Žilinský kraj, gehört und zur traditionellen Landschaft Turiec gezählt wird.

## Geographie

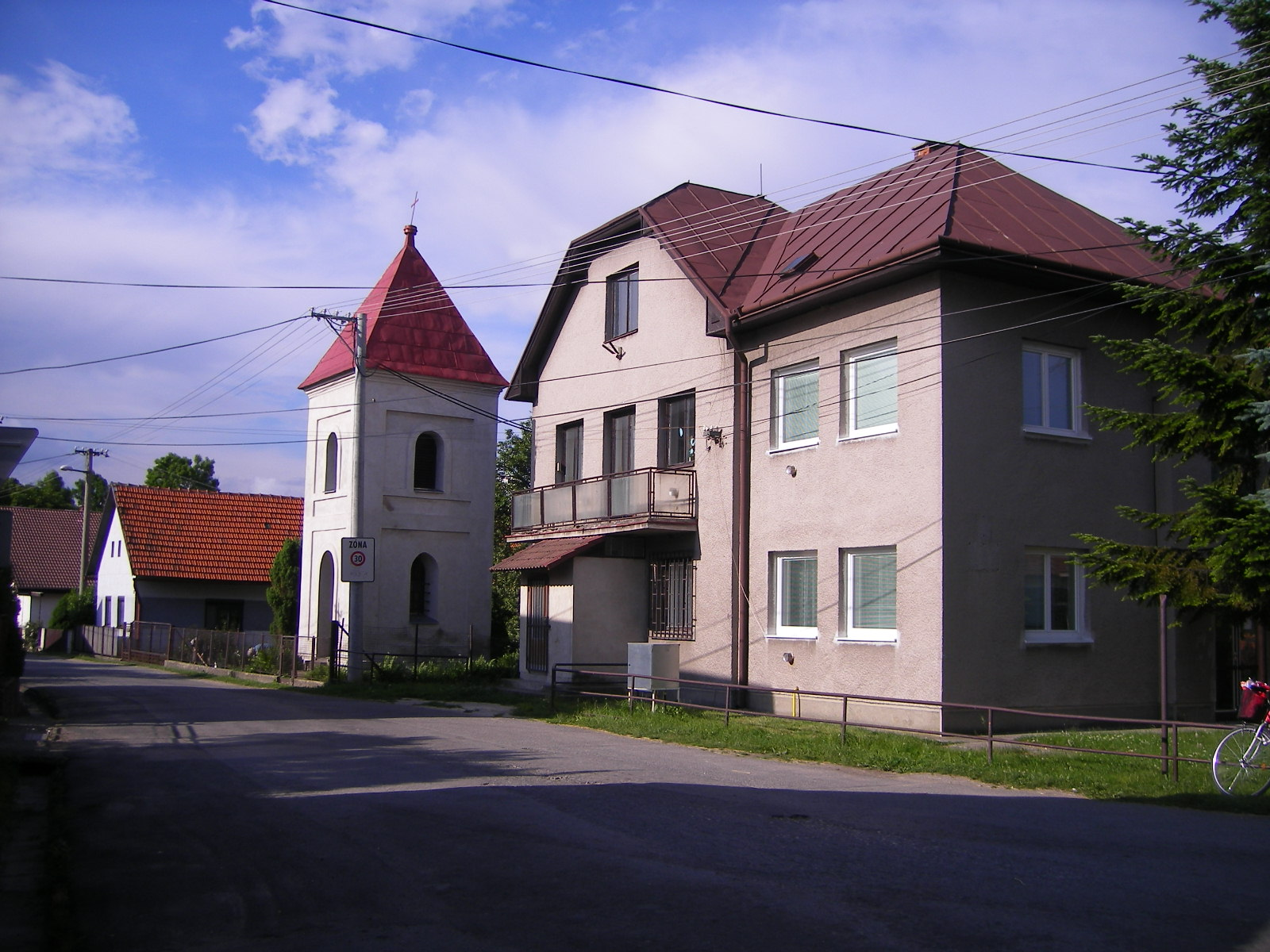
Straßenansicht mit Glockenturm

Die Gemeinde befindet sich im nördlichen Teil des Turzbeckens (slowakisch Turčianska kotlina) am Bach Trebostovský potok, kurz vor dessen Mündung in den Turiec. Das Ortszentrum liegt auf einer Höhe von 419 m n.m. und ist acht Kilometer von Martin entfernt.
Nachbargemeinden sind Bystrička im Norden, Košťany nad Turcom im Osten und Trebostovo im Süden und Westen.

## Geschichte

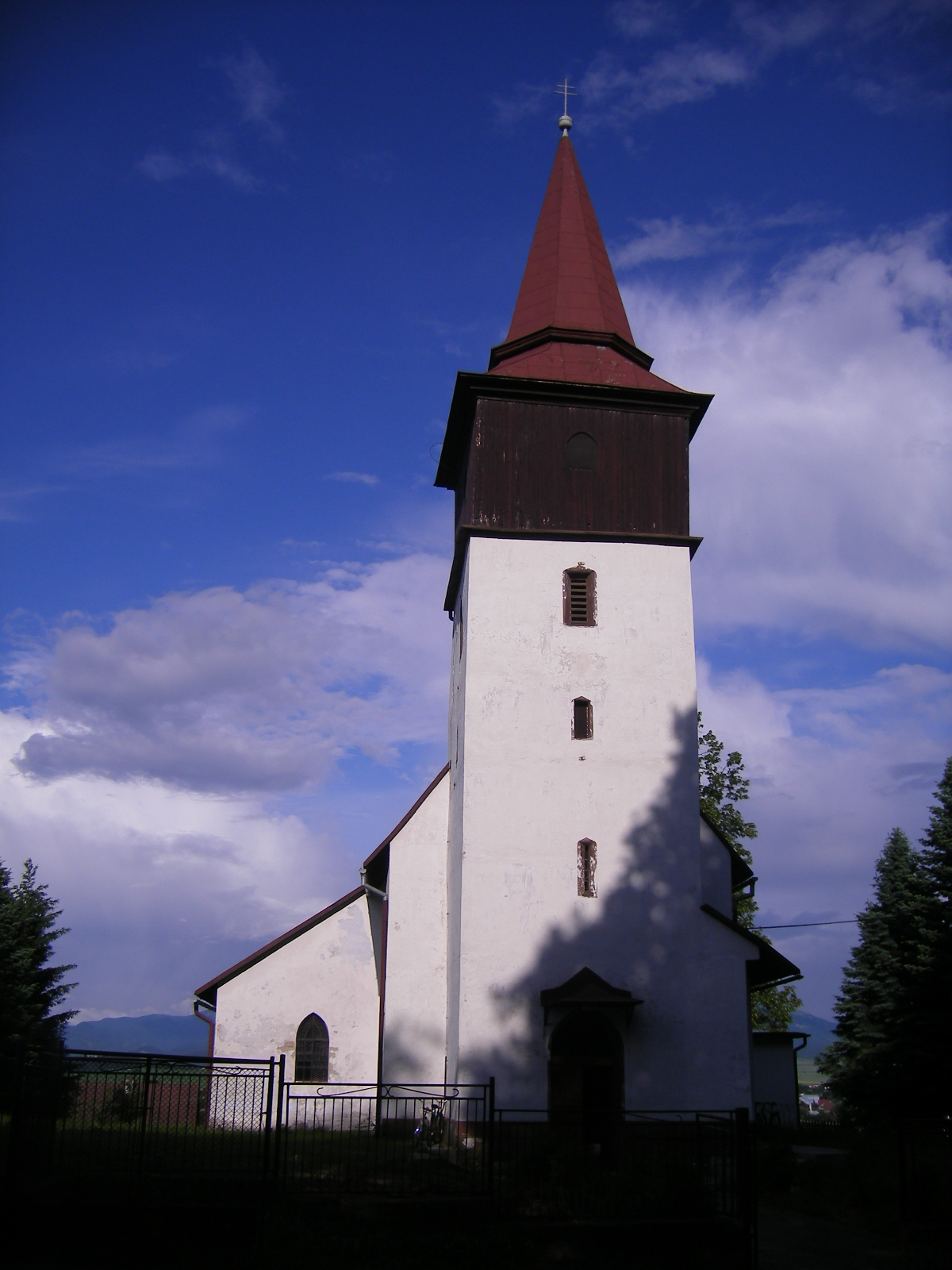
Kirche in Turčiansky Peter

Turčiansky Peter wurde zum ersten Mal 1323 als Scenpeter, Zenpeter beziehungsweise Zenthpetur schriftlich erwähnt und wurde auf einem Stück Land gegründet, das 1309 Thomas, Sohn von Dionýz, vom Gespan Doncs erhielt. 1386 war das Dorf Besitz der Söhne von Pavol aus Záturčie, im 18. und 19. Jahrhundert besaßen die Geschlechter Szennesy beziehungsweise Nyáry Ortsgüter.
1784 hatte die Ortschaft 32 Häuser und 199 Einwohner, 1828 zählte man 22 Häuser und 203 Einwohner, die als Landwirte und Ölpresser sowie heimische Arzneihersteller beschäftigt waren.
Bis 1918 gehörte der im Komitat Turz liegende Ort zum Königreich Ungarn, kam danach zur Tschechoslowakei beziehungsweise heute Slowakei. In der ersten tschechoslowakischen Republik war Turčiansky Peter ein landwirtschaftlich geprägtes Dorf.

## Bevölkerung
| Jahr                | 1994 | 2004     | 2014     | 2024     |
| ------------------- | ---- | -------- | -------- | -------- |
| Anzahl der Personen | 237  | 319      | 452      | 587      |
| Unterschied         |      | +34,59 % | +41,69 % | +29,86 % |

| Jahr                | 2023 | 2024    |
| ------------------- | ---- | ------- |
| Anzahl der Personen | 570  | 587     |
| Unterschied         |      | +2,98 % |

Nach der Volkszählung 2011 wohnten in Turčiansky Peter 397 Einwohner, davon 387 Slowaken sowie jeweils ein Deutscher, Mährer, Pole und Tscheche. Sechs Einwohner machten keine Angabe zur Ethnie.
249 Einwohner bekannten sich zur römisch-katholischen Kirche, 45 Einwohner zur Evangelischen Kirche A. B. sowie jeweils ein Einwohner zur evangelisch-methodistischen Kirche und zur orthodoxen Kirche. 85 Einwohner waren konfessionslos und bei 16 Einwohnern wurde die Konfession nicht ermittelt.

## Bauwerke und Denkmäler
- römisch-katholische Peterskirche im frühgotischen Stil aus den Jahren 1309–1327, im 17. Jahrhundert erhielt die Kirche in Renaissance-Gewölbe und wurde gegen 1940 modernisiert. Im Inneren befindet sich neben gotischen architektonischen Detail Ausstattung aus dem 18. Jahrhundert.
- Landschloss aus dem 16. und 17. Jahrhundert, ursprünglich im Renaissance-Stil, im 19. Jahrhundert umgebaut
- Landschloss mit Eckausluchten aus der zweiten Hälfte des 19. Jahrhunderts im romantisierenden Stil